# Quasi-Park Narodowy Bitwy o Okinawę
Quasi-Park Narodowy Bitwy o Okinawę (jap. 沖縄戦跡国定公園 Okinawa Senseki Kokutei Kōen) – quasi-park narodowy na Okinawie, w Japonii, obejmujący tereny walk i upamiętniający bitwę z II wojny światowej (kwiecień–czerwiec 1945 r.).
Park obejmuje tereny usytuowane na południowym krańcu Okinawy, o łącznym obszarze 31,27 km². 
Podczas drugiej wojny światowej tereny te były miejscem walk o Okinawę, między Japończykami a siłami Stanów Zjednoczonych i Wielkiej Brytanii. Dla upamiętnienia tamtych wydarzeń stworzono w tym miejscu Park i Muzeum Pamięci i Pokoju.

## Galeria – obiekty w Parku Pamięci i Pokoju

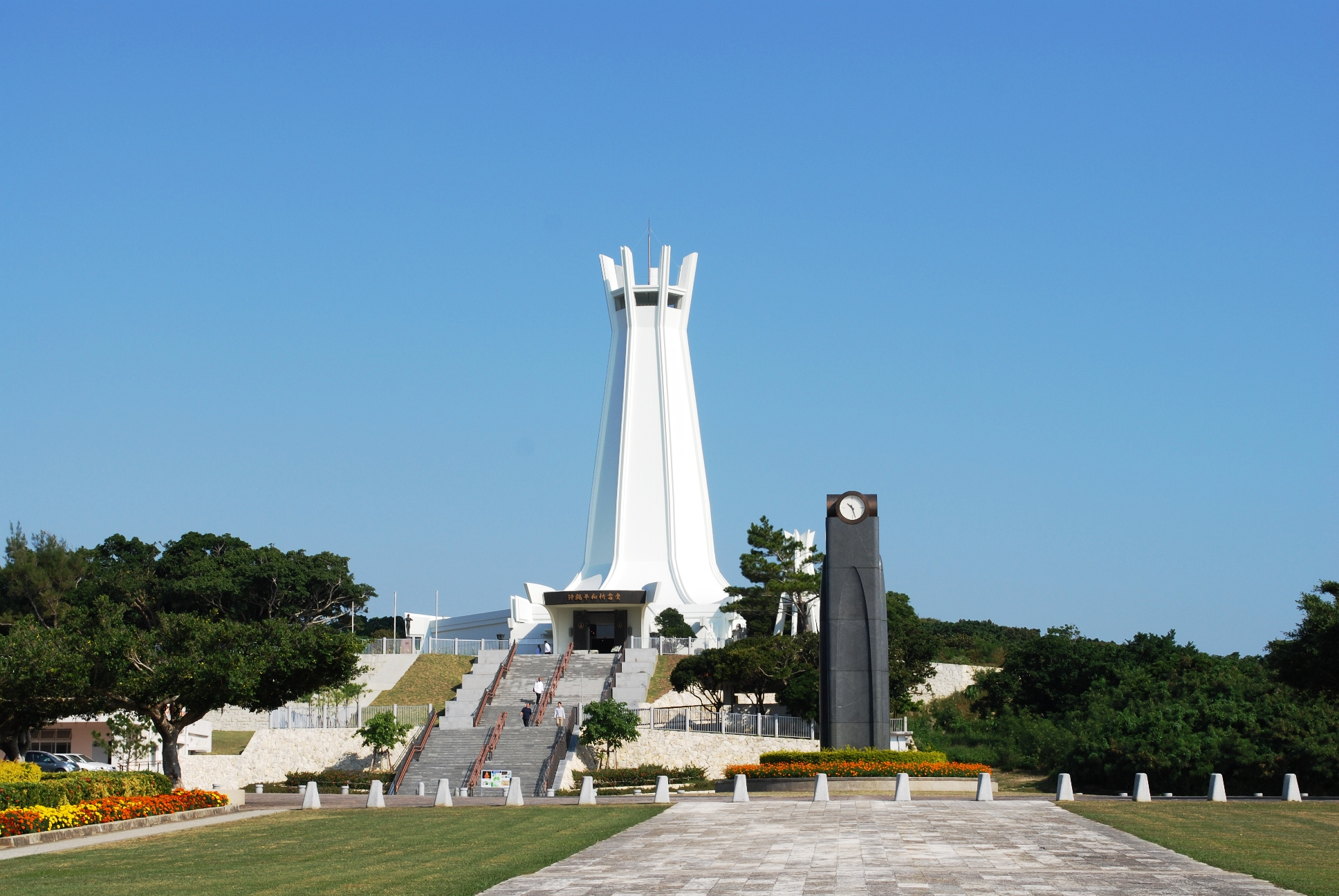
Pawilon Pokoju
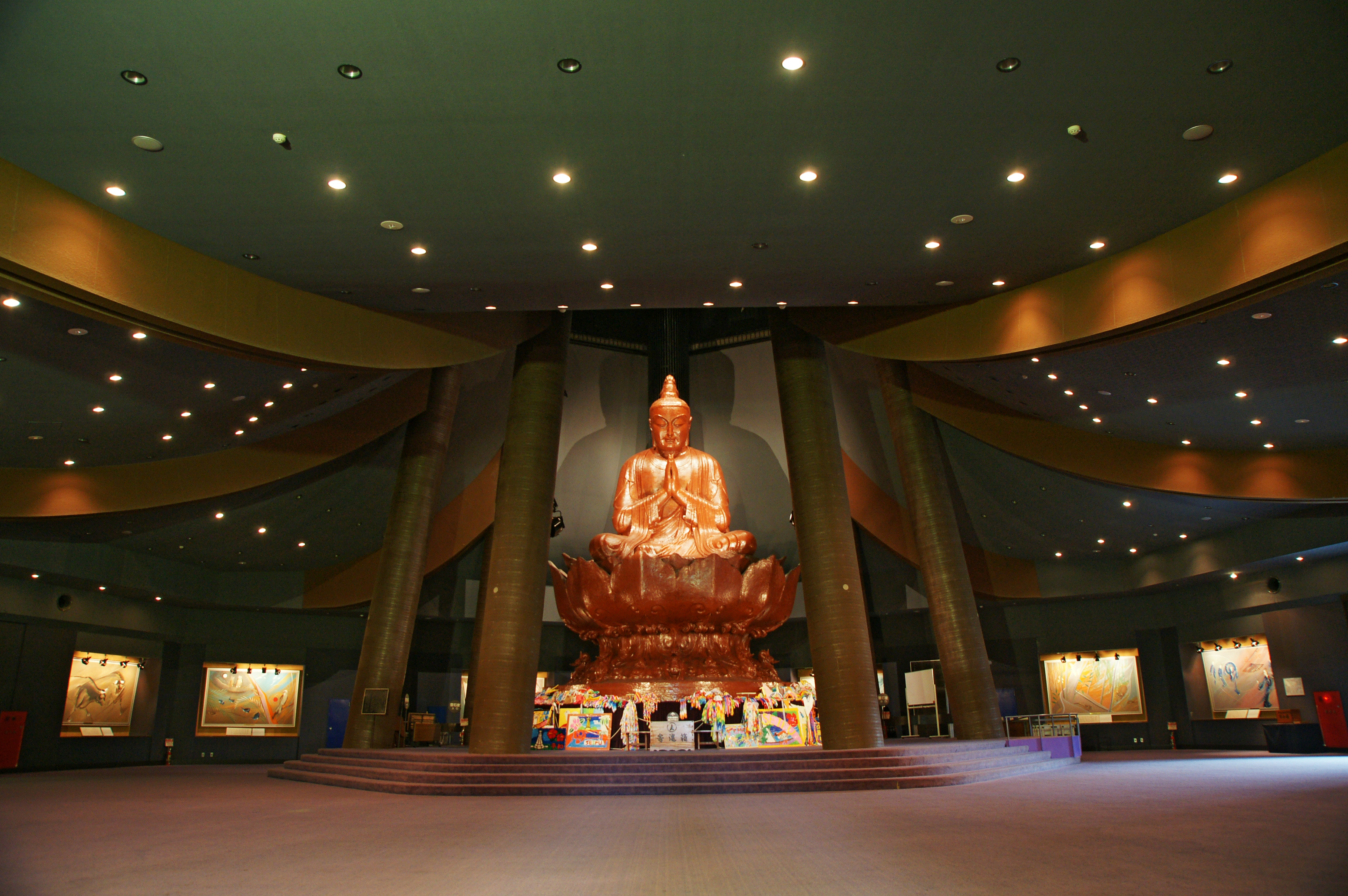
Statua Pamięci i Pokoju
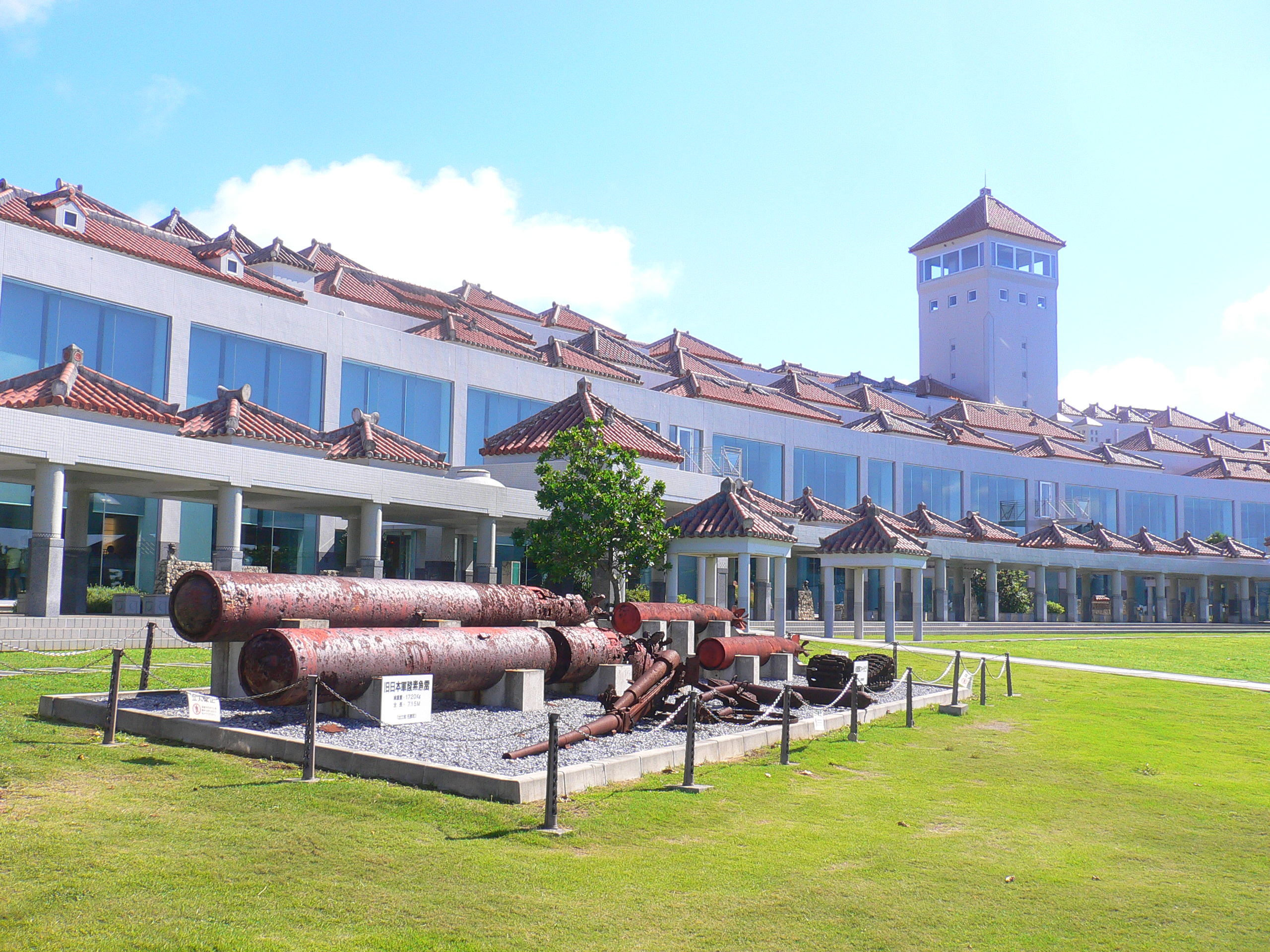
Prefekturalne Muzeum Pamięci i Pokoju
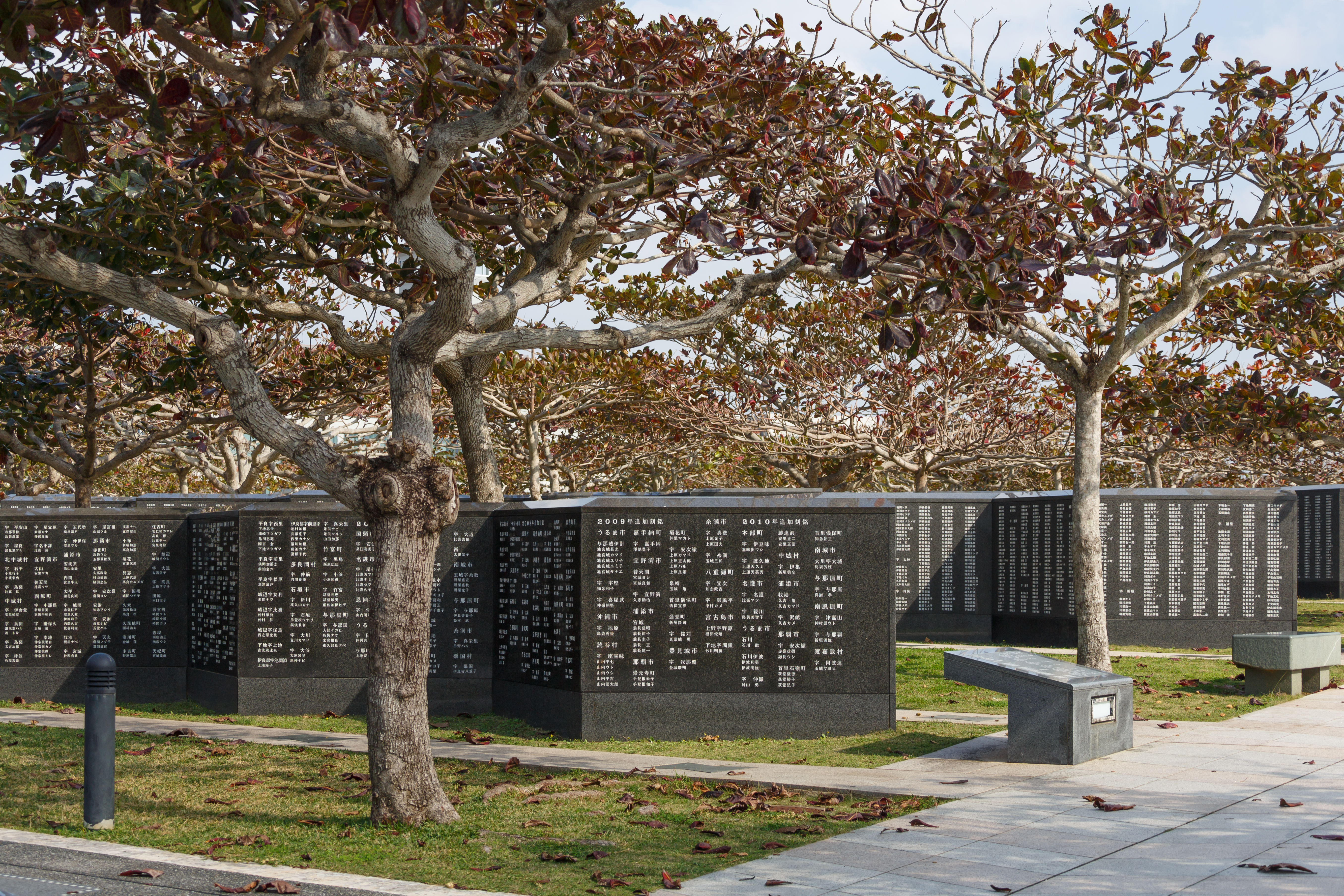
Płyty z nazwiskami poległych